# Liste des sites Natura 2000 du Haut-Rhin
Cet article recense les sites Natura 2000 du Haut-Rhin, en France.

## Statistiques
Le Haut-Rhin compte 16 sites classés Natura 2000. 11 bénéficient d'un classement comme site d'intérêt communautaire (SIC), 5 comme zone de protection spéciale (ZPS).

## Liste
| Site                                            | Type | Superficie (ha) | Fiche     | Coordonnées                      | Photo |
| ----------------------------------------------- | ---- | --------------- | --------- | -------------------------------- | ----- |
| Collines sous-vosgiennes                        | SIC  | +00470,         | FR4201806 | 47° 57′ 46″ nord, 7° 15′ 52″ est |       |
| Hardt Nord                                      | SIC  | +06 546,        | FR4201813 | 47° 51′ 45″ nord, 7° 26′ 10″ est |       |
| Hautes Vosges                                   | SIC  | +09 002,        | FR4201807 | 47° 59′ 55″ nord, 6° 58′ 52″ est |       |
| Jura alsacien                                   | SIC  | +03 998,        | FR4201812 | 47° 29′ 25″ nord, 7° 19′ 44″ est |       |
| Promontoires siliceux                           | SIC  | +00188,         | FR4201805 | 47° 50′ 25″ nord, 7° 07′ 14″ est |       |
| Secteur alluvial Rhin-Ried-Bruch, Haut-Rhin     | SIC  | +04 259,        | FR4202000 | 47° 49′ 14″ nord, 7° 32′ 50″ est |       |
| Site à chauves-souris des Vosges haut-rhinoises | SIC  | +06 231,        | FR4202004 | 48° 04′ 00″ nord, 7° 07′ 48″ est |       |
| Sundgau, région des étangs                      | SIC  | +00198,         | FR4201811 | 47° 33′ 24″ nord, 7° 07′ 51″ est |       |
| Vallée de la Doller                             | SIC  | +01 155,        | FR4201810 | 47° 44′ 28″ nord, 7° 13′ 31″ est |       |
| Vallée de la Largue                             | SIC  | +00991,         | FR4202001 | 47° 35′ 26″ nord, 7° 07′ 33″ est |       |
| Vosges du Sud                                   | SIC  | +05 106,        | FR4202002 | 47° 55′ 59″ nord, 6° 55′ 41″ est |       |
| Forêt domaniale de la Harth                     | ZPS  | +13 039,56      | FR4211809 | 47° 50′ 15″ nord, 7° 27′ 24″ est |       |
| Hautes-Vosges, Haut-Rhin                        | ZPS  | +23 680,26      | FR4211807 | 47° 57′ 34″ nord, 7° 00′ 39″ est |       |
| Ried de Colmar à Sélestat, Haut-Rhin            | ZPS  | +05 229,        | FR4213813 | 48° 10′ 08″ nord, 7° 25′ 55″ est |       |
| Vallée du Rhin d'Artzenheim à Village-Neuf      | ZPS  | +04 893,74      | FR4211812 | 47° 49′ 02″ nord, 7° 32′ 43″ est |       |
| Zones agricoles de la Hardt                     | ZPS  | +09 198,31      | FR4211808 | 47° 59′ 38″ nord, 7° 28′ 25″ est |       |